# تنوع زیستی

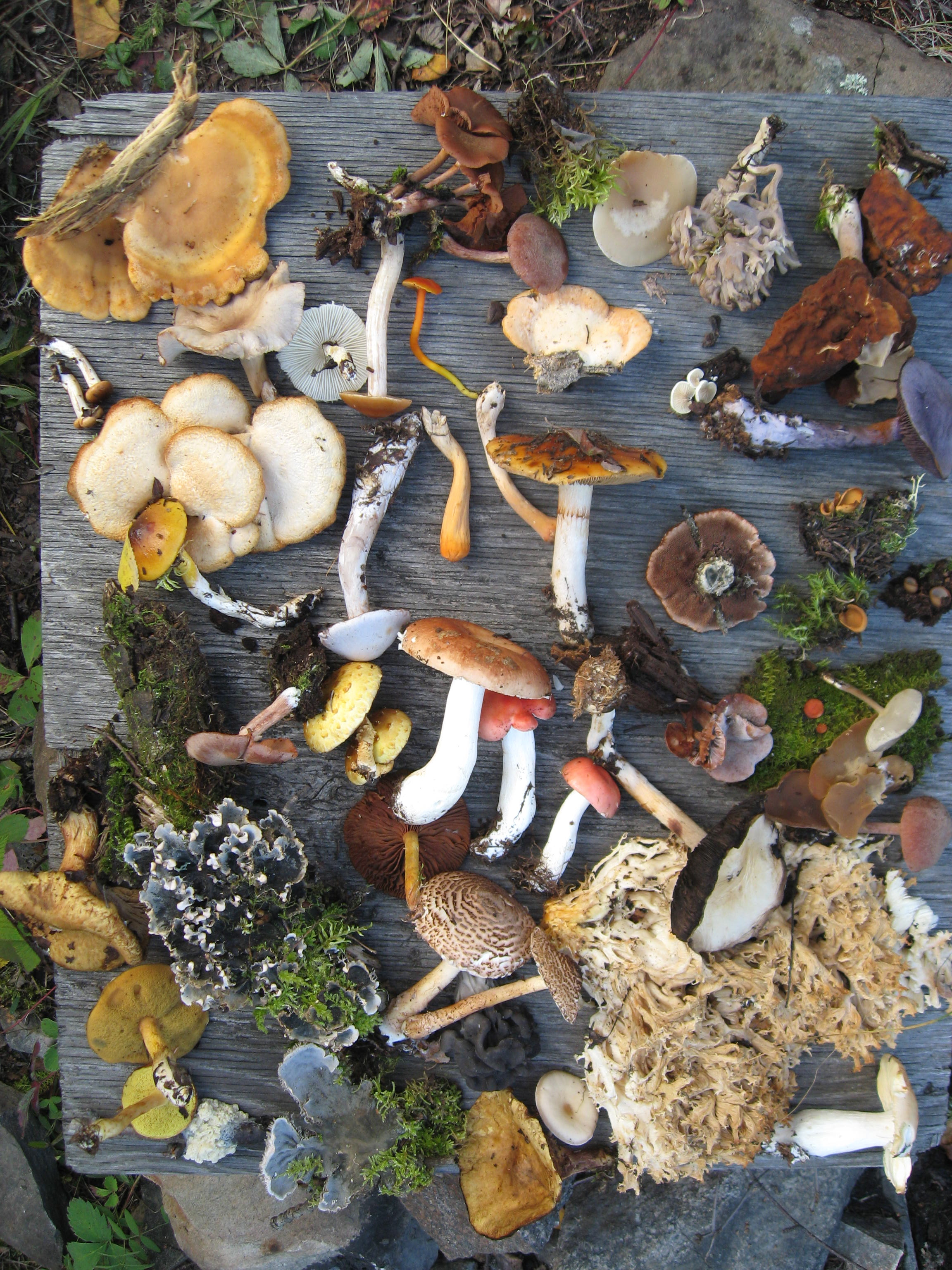
نمونه‌ای از تنوع زیستی قارچ‌ها

تنوع زیستی (به انگلیسی: Biodiversity) مفهومی است که امروزه در سه سطح ژن، گونه و اکوسیستم مطرح می‌شود؛ با این وجود این واژه بیشتر در سطح گونه‌های زیستی شناخته می‌شود و در بین عموم رایج است.
امروزه روی کره زمین در حدود ۲ میلیون گونه موجود زنده شناسایی و نام‌گذاری شده است. این گمان در بین دانشمندان وجود دارد که این رقم تا حدود ۱۰ میلیون نیز ممکن است قابل افزایش باشد. البته بخش عظیم این افزایش وابسته به گروه‌های بی‌مهرگان و به‌خصوص بندپایان است. سازمان ملل متحد در سال ۱۹۹۲ کنفرانسی را دربارهٔ حمایت از محیط زیست در شهر ریودوژانیرو برگزار کرد که یکی از دستاوردهای آن انعقاد پیمان تنوع زیستی است. ایران نیز این معاهده را در سال ۱۳۷۵ تصویب کرد و به آن پیوسته است.
برای افزایش آگاهی‌ها از مسائل مربوط به تنوع زیستی، سازمان ملل روز ۲۲ مه (۱ خرداد) را به عنوان روز جهانی تنوع زیستی (IDB) نام‌گذاری کرده است. از سال ۲۰۰۲ تاکنون هر ساله سازمان ملل متحد، شعار خاصی را برای این روز درنظر می‌گیرد.

## تعریف
تنوع زیستی معمولاً به همهٔ شکل‌های زندگی از سلول‌ها تا گونه‌ها و اکوسیستم‌ها گفته می‌شود. امروزه منظور زندگی یا حیات وحش یا دیگر ارزش‌های است که دشوار می‌توان چیزی را از این تعریف که تقریباً شامل همه چیز می‌شود حذف کرد. سارکار استدلال کرده است که با تفسیر تنوع زیستی در همهٔ سطوح زیست شناختی، از ژن‌ها تا اکوسیستم‌ها، ناگزیر تنوع زیستی همهٔ زیست‌شناسی را در بر می‌گیرد. تا کنون چهار سطح تنوع زیست‌شناختی به وسیلهٔ تنوع زیستی تعریف می‌شود:
تنوع مولکولی، تنوع گونه‌ای، تنوع اکوسیستم و تنوع ژنتیکی
کالیکات و همکارانش گفته‌اند که تنوع زیستی از جمله مفهوم‌هایی است که به درستی تعریف نشده است و میان جنبه‌های ترکیبی و کاربری در نگاه به تنوع زیستی می‌توان تمایز گذاشت. نگاه کاربردی بیشتر متوجه اکوسیستم و فرایندهای فرگشتی (تکاملی) است، در حالی که نگاه ترکیبی جانداران را به شکل گردآمده در جمعیت‌ها، گونه‌ها و رده‌ها و دسته‌بندی‌های بالاتر می‌بیند.
در سال ۱۹۹۲، همایش زمین سازمان ملل تنوع زیستی را اینگونه تعریف کرد: «تنوع میان جانداران از همهٔ منابع، دربرگیرندهٔ میان چیزهای دیگر، زمینی، دریایی و دیگر اکوسیستم‌های آبی و پیچیده‌های اکولوژیکی که بخشی از آن هستند؛ این شامل تنوع میان گونه‌ها و اکوسیستم می‌شود.»[۱۵]
یک تعریف بر پایهٔ کتاب‌های درسی اینگونه است: «تنوع زندگی در همهٔ سطح‌های طبقه‌بندی زیست‌شناختی.»
ژنتیک‌دان‌ها آن را به شکل تنوع ژن‌ها و جانداران تعریف می‌کنند. آن‌ها فرایندهایی همچون جهش، انتقال ژنی، تحرک ژنومی را که به فرگشت می‌انجامند، مطالعه می‌کنند.
اندازه‌گیری تنوع زیستی در یک سطح، ممکن است دقیقاً برابر با تنوع در سطحی دیگر نباشد. ولی تنوع تتراپاد، تاکسونومیک و اکولوژیکی نسبت بسیار نزدیکی را نشان می‌دهند.
معمول‌ترین کاربرد تنوع زیستی جابجایی برای عبارت‌کهن‌تر و تعریف شده‌تر تنوع گونه‌ها است. تنوع زیستی نوعی میزان برای سنجش سلامت اکوسیستم‌ها است، ولی خود تابعی از آب‌و هوا است. از زمین، تنوع زیستی در منطقه‌های استوایی بیشینه و در قطب‌ها کمینه است. تغییرهای تند محیطی اغلب به انقراض‌های گروهی می‌انجامد. بر پایهٔ یک برآورد، تنها ۱٪ گونه‌هایی که در زمین می‌زیسته‌اند اکنون وجود دارند.
نخستین بار واژهٔ تنوع زیستی به وسیلهٔ ریموند داسمن در ۱۹۶۸ در کتاب نوع دیگری از زندگی در دفاع از محیط زیست به کار برده شد. پس از آن و به فاصلهٔ یک دهه این واژه بسیار پذیرفته شد تا جایی که در دههٔ ۱۹۸۰ به کاربرد عادی در علم و سیاست محیطی وارد شد.

## فایده‌ها
تنوع زیستی خدماتی که اکوسیستم‌ها دارند را پشتیبانی می‌کند. خدماتی همچون: کیفیت هوا، آب و هوا (نمونه:تجزیهٔ دی‌اکسید کربن)، تصفیهٔ آب، گرده افشانی، و جلوگیری از فرسایش.
از زمان دوران سنگی، از میان رفتن گونه‌ها، به وسیلهٔ انسان، شدت گرفته است. برآورد می‌شود که از میان رفتن گونه‌ها صد تا ده هزار برابر آن چیزی است که شواهد برای شواهد فسیلی معمول است.
از فایده‌های غیر مادی تنوع زیستی می‌توان به ارزش‌های روحانی و زیبایی‌شناختی، و ارزش آموزش اشاره کرد.

### کشاورزی
تنوع غلات به بازیابی آن‌ها پس از حمله به یک گونهٔ مورد کشت به وسیلهٔ آفت‌ها یا بیماری کمک می‌کند:
- آفت سیب‌زمینی ایرلندی در ۱۸۴۶ عامل مرگ یک میلیون نفر و مهاجرت یک میلیون دیگر شد. این فاجعه به دلیل کاشت تنها دو نوع سیب زمینی بود که هر دوی آن‌ها هم به آفت حساس بودند.
- زمانی که ویروس جلوگیری‌کننده از رشد برنج در دههٔ ۱۹۷۰به مزرعه‌های اندونزی تا هند حمله برد، ۶۲۳۷ نوع گوناگون برای بررسی مقاومت تست شدند.[۱۶] و تنها یکی از آن‌ها که هندی و شناخته شده برای علم از سال ۱۹۶۶ بود، مقاومت داشت. این نوع با دیگر انواع هیبرید تشکیل داد اکنون به شکل گسترده کشت می‌شود.[۱۶]
- زنگ قهوه در سال ۱۹۷۰ به مزرعه‌های قهوه در سری‌لانکا، برزیل و آمریکای مرکزی حمله برد. یک نوع مقاوم در اتیوپی پیدا شد.[۱۷] هرچند که بیماری‌ها نیز خود بخشی از تنوع زیستی هستند.

تک کشتی، یکی از عواملی بوده است که به فاجعه‌های کشاورزی انجامیده است. هر چند که تقریباً ۸۰ درصد غذای انسانی از ۲۰ نوع گیاه به دست می‌آید، ولی انسان‌ها دست کم ۴۰۰۰۰ گونه را به کار می‌برند.

### تندرستی انسان
اثر تنوع زیستی بر تندرستی انسان در حال تبدیل شده به موضوعی سیاسی در سطح بین‌المللی است، از آنجا که شواهد علمی تأثیر کم شدن تنوع زیستی بر تندرستی در سطح جهانی را نشان می‌دهند. این موضوع با گرمایش آب‌و هوایی پیوندی نزدیک دارد، از آنجا که بسیاری از تأثیرهای پیش‌بینی شدهٔ تغییر آب‌وهوا با تغییر در تنوع زیستی در ارتباط هستند (برای نمونه تغییر در جمعیت‌ها و پخش بردارهای بیماری، کمیابی آب شیرین، تأثیر بر تنوع زیستی کشاورزی و منابع غذایی و غیره). دلیل آن این است که گونه‌هایی که بیشتر احتمال از میان رفتنشان هست، آن‌هایی هستند که در برابر انتقال بیماری سد ایجاد می‌کنند در حالی که گونه‌هایی که زنده می‌مانند آن‌هایی هستند که انتقال بیماری را افزایش می‌دهند، همان ویروس باختر نیل و هانتاویروس.
برخی از مشکلات تندرستی که از تحت تأثیر تنوع زیستی است دربرگیرندهٔ تندرستی رژیمی و امنیت تغذیه، بیماری‌های عفونی، علوم و منابع پزشکی و سلامت روانی و اجتماعی. همچین تنوع زیستی اثری بزرگ بر کاهش خطر فاجعه و بازیابی پس از فاجعه دارد.
تنوع زیستی پشتیبانی مهم برای کشف دارو و در دسترس بودن منابع پزشکی است. بخش قابل توجهی از داروها، مستقیم یا غیرمستقیم، از منبع‌های زیست‌شناختی به دست آمده‌اند: دست کم ۵۰٪ ترکیب‌های داروسازی در آمریکا از گیاهان، جانوران و میکروارگانیسم‌ها به دست آمده‌اند، در حالی که ۸۰٪ جمعیت دنیا، برای نگهداری پزشکی نخستین خود، وابسته به داروهای طبیعی هستند (در پزشکی سنتی یا مدرن). تنها بخش کوچکی از گونه‌های وحشی برای کاربرد پزشکی بررسی شده‌اند. شواهدی از تحلیل بازار و علم تنوع زیستی نشان می‌دهند که کاهش برون‌ده بخش داروسازی از میانه‌های دههٔ ۱۹۸۰ می‌تواند مربوط به دوری گزیدن از جستجو در فراورده‌های طبیعی به نفع ژنومیک و شیمی سنتزی باشد، در حالی که فراورده‌های طبیعی تاریخی دراز در پشتیبانی از نوآوری‌های پزشکی و اقتصادی دارند. اکوسیستم‌های دریایی به ویژه اهمیت دارند.

### تجارت و صنعت
بسیاری از مواد صنعتی مسقیم از منبع‌های زیست‌شناختی به دست می‌آیند. این‌ها دربرگیرندهٔ مواد ساختمانی، فیبرها، رنگ‌ها، لاستیک و روغن می‌شوند. تنوع زیستی همچنین برای امنیت منابعی مانند آب، الوار، کاغذ، فیبر و غذا مهم است. در نتیجه از دست رفتن تنوع زیستی عامل خطر مهمی در رشد تجاری و تهدیدی برای ثبات بلندمدت اقتصادی است.

## روش‌های اندازه‌گیری
بیشتر اکولوژیست‌ها دو جنبه از تنوع زیستی را برای اندازه‌گیری آن در نظر می‌گیرند: یکی فراوانی گونه‌ها، یعنی تعداد گونه‌ها در یک اجتماع، و دیگری فراوانی نسبی است که یک‌نواختی پخش شدن افراد در میان گونه‌های یک اجتماع است.

### فراوانی گونه یا غنای گونه‌ای
این اندازه‌گیری تنها شمارش تعداد گونه‌های پیدا شده در زمانی که مشاهده‌کننده از اجتماع نمونه می‌گیرد می‌باشد. آن را با S نشان می‌دهند. تنها پیچیدگی در این اندازه‌گیری این است که این تعداد تا حدی بستگی به اندازهٔ نمونه‌ای دارد که مشاهده‌کننده برمی‌گزیند. زمانیکه نمونه‌برداری می‌کنید، افراد را یکی یکی و به شکل تصادفی برمی‌گزینید، و گونهٔ هر فرد را ثبت می‌کنید. در آغاز گونه‌های جدید را به شکل معمول می‌گیرید، ولی پس از گذشت زمان افراد بیشتری از گونه‌های پیشین خواهند بود. شاید هیچ‌گاه یافتن گونه‌های جدید پایان نیابد، ولی هر چه بیشتر کمیاب می‌شوند. با افزایش تعداد افراد مورد آزمایش، فراوانی گونه‌ها افزایش می‌یابد: در آغاز تند و سپس کندتر.
زمانی که این رخداد پیش می‌آید، باید تصمیم گرفت که چه تعداد از افراد را قرار است بشماریم تا بگوییم S را برآورد کرده‌ایم. تکنیک‌هایی وجود دارند که با کاربرد شکل این منحنی عددی را که در نهایت ثابت می‌شود را برآورد می‌کند. یا اینکه می‌توان تصمیم گرفت که S را زمانی در نظر بگیریم که تعداد گونه‌های جدید کمتر از حد مشخصی (برای نمونه ۱٪) از افرادی شود که می‌شماریم.
اندازه‌گیری فراوانی گونه‌ها اطلاعات مفیدی را به دست می‌دهد. این مزیت را دارد که به راحتی به نمودار تبدیل می‌شود و فهم آن ساده است و به آسانی می‌توان آن را به مخاطب عمومی توضیح داد. اغلب این تنها نوع از تنوع زیستی است که می‌توان به دست آورد، مگر اینکه خود به بیرون رفته و کار محیطی انجام دهید. و در بسیاری از موقعیت‌ها، فراوانی گونه‌ها برای انجام مقایسه‌ها، به ویژه میان زیست‌گاه‌های جغرافیایی، بسنده است.
با این همه، شمارهٔ فراوانی گونه‌ها (S) می‌تواند گمراه‌کننده باشد. دو اجتماع را در نظر بگیرید، هر دو با یک تعداد گونه، ولی در یکی از آن‌ها یک گونهٔ معمول و افراد کمی از دیگر گونه‌ها وجود دارد، در حالی که در اجتماع دیگر شمارهٔ برابری از هر گونه وجود دارد. به شکل ناخودآگاه ما اجتماعی راکه افراد به شکل یک‌نواختی در میان گونه‌های دیگر پخش شده‌اند را متنوع‌تر از اجتماعی که تقریباً همهٔ افرادش متعلق به یک گونه هستند در نظر می‌گیریم. برای وارد کردن این موضوع در شمارش خود، نیاز داریم که فراوانی نسبی را در نظر بگیریم.

### فراوانی نسبی
می‌دانیم که در بیشتر اجتماع‌ها، برخی گونه‌ها معمول‌تر از دیگر گونه‌ها هستند و برخی نیز کمیابند. ولی شدت این پدیده از اجتماع به اجتماع و از موقعیتی به موقعیت دیگر متفاوت است. فرمول‌های ریاضی برای اندازه‌گیری یک‌نواختی پخش افراد در میان گونه‌ها وجود دارد و این گونه‌ها در برخی موارد مفید نیز هستند. ولی به خودی خود این مشکل را دارند که تنها یک‌نواختی را اندازه می‌گیریند و اطلاعات مهم دربارهٔ فراوانی گونه‌ها را از دست می‌دهند.
چیزی که بیش از همه کاربردی است ترکیبی از فراوانی گونه‌ها و یک‌نواختی آن‌ها است.

### شاخص اطلاعات
یک اندازه‌گیری که بوم‌شناسان برای این منظور به کار می‌برند شاخص شانون-واینر یا اطلاعات است. این شاخص یک فرمول ریاضی است که از نظریهٔ اطلاعات گرفته شده است که به وسیلهٔ مهندسان برای تحیلی بازدهی انتقال داده در خط‌های تلفن توسعه یافته است.
این شاخص، H، با فرمول زیر به دست می‌آید:

H=-Sigma Pi ln Pi

هر چند که پیچیده به نظر می‌رسد، معنی آن این است که برای هر گونه نسبت (p) آن به کل را تعیین می‌کنید و سپس آن شماره را در لوگاریتم طبیعی آن عدد (ln) و خود آن عدد ضرب می‌کنیم. تا اینجا p ln p به دست می‌آید. این کار را برای هر گونه در اجتماع انجام می‌دهیم و سپس همهٔ شماره‌های به دست آمده را جمع می‌کنیم. از آنجا که این شماره منفی خواهد شد، برای آسانی کار آن را مثبت می‌کنیم.
شاخص اطلاعات هم یک‌نواختی پخش گونه‌ها و هم تعداد مطلق آن‌ها را به حساب می‌آورد. برای بسیاری از مطالعه‌ها این اندازهٔ بهتری برای کاربرد است. ولی به هر روی، درک آن چندان ذاتی نیست و ممکن است در هنگام توضیح تنوع برای مخاطب عام، به کاربردی شاخص فراوانی گونه‌ها S نباشد.

## راهبردهای حفاظت از تنوع زیستی
آموزش محیط زیست برای حفاظت از تنوع زیستی
یکی از مهم‌ترین دغدغه‌های بسیاری از متخصصان و پژوهشگران علوم محیط‌زیستی به‌طور عام و شاید مهم‌ترین دغدغهٔ مطرح در قلمرو معرفت‌شناختی آموزش محیط‌زیست و جامعه‌شناسی محیط‌زیست شکاف میان آگاهی و عمل برای اقدام برای حفاظت از تنوع زیستی در سطح جهانی به‌طور خاص است. به‌طور مثال جوی ای. پالمر دانشیار رشته آموزش محیط‌زیست، مدیر کانون پژوهشی اندیشه و آگاهی محیط‌زیستی و رئیس کمیته سیاست‌گذاری محیط‌زیستی دانشگاه درهام انگلستان در کتاب ماندگار خود با عنوان «آموزش محیط‌زیست در قرن بیست و یکم» که توسط دکتر علی‌محمد خورشیددوست ترجمه شده است، بارها به شکاف عمیق میان آگاهی محیط‌زیستی و عمل مسئولانه در قبال حفاظت از محیط‌زیست اشاره می‌کند و با برجسته ساختن این چالش اساسی، به کرات می‌کوشد تا از نقطه نظر خود و سایر صاحب نظران آموزش محیط‌زیست، رهیافت‌هایی را برای حل این تعارض ارائه دهد. هر چند بارها در این کتاب بر این چالش و لزوم پژوهش‌های میدانی و نظرورزانه برای حل و فصل آن تأکید شده، لیکن اگر بخواهم به‌طور خاص خوانندگان را به بخش ویژه‌ای از کتاب فوق‌الذکر ارجاء دهم شاید صفحهٔ ۱۳۶ تا ۱۴۷ با عنوان «فعالیت‌های آموزشی: شکاف بین آرمان‌ها و واقعیت‌ها» از فصل سوم، صریح‌ترین و مفصل‌ترین قسمت با این مضمون کلیدی باشد.
در پژوهشی که توسط علی ملک‌زاده، فاطمه طباطبائی یزدی، محسن نوغانی دخت بهمنی و امیرعلی برومند (1398) با عنوان «بررسی و مقایسه دانش، نگرش و رفتار شهروندان مناطق مختلف کلانشهر مشهد به تنوع‌زیستی» شد، نتایج در بخش کمی (آماری) میان رفتار مسئولانه شهروندان در مناطق مختلف و محل سکونت آن‌ها در سطح کلانشهر مورد مطالعه تفاوتی فاحش را شناسایی کرد و نشان داد میان رفتار محیط‌زیستی شهروندان ارتباطی محسوس و مستقیم با محل سکونتشان وجود دارد. در بخش کیفی این مقاله پس از تشکیل پانل خبرگان دلفی، در ریشه‌یابی علل تفاوت رفتار دوستدار تنوع‌زیستی شهروندان در مناطق مختلف کلانشهر مشهد، علت اصلی «توزیع نامتوازن و ناعادلانه بسترهای تجربه طبیعت» مشخص شد. در حقیت این تحقیق نشان داد ارتباطی مستقیم و معنی‌دار بین امکان تجربه طبیعت شهروندان در محیط‌هایی نظیر کلیه فضاهای سبز (پارک‌های جنگلی، بوستان‌ها و …)، موزه‌های تاریخ طبیعی و باغ‌وحش و بروز و نهادینه شدن الگوهای رفتاری محیط‌زیستی در قبال تنوع‌زیستی وجود دارد. نهایتاً پیشنهادات این پژوهش در راستای توسعه عدالت محیط‌زیستی در شهر مشهد و به تبع توسعه متوازن امکان تجربه طبیعت و آموزش غیرمستقیم و خودانگیخته محیط‌زیست، در شش محور «گسترش فضاهای سبز شهری با رویکرد توسعه عدالت محیط‌زیستی»، «توسعه و پشتیبانی مدارس طبیعت»، «بازگشایی و بازطراحی تنها باغ‌وحش شهر مشهد براساس آخرین استانداردهای بین‌المللی»، «تقویت و توسعه موزه‌های تاریخ طبیعی»، «برگزاری جشنواره‌ها، نمایشگاه‌ها و ویژه‌برنامه‌های خیابانی» و «حمایت از تورهای طبیعت‌گردی» ارائه گردید.
به هر روی از نظرگاه خبرگان محیط‌زیست در حال حاضر دو اصل مهم آمیخته در ساماندهی و جهت‌دهی کمیت و کیفیت جریان آموزش محیط‌زیست باید مدنظر همگان خصوصاً دست‌اندرکاران سیاست‌گذاری تعلیم و تربیت محیط‌زیستی کشور قرار گیرد:
۱. آموزش محیط‌زیست در حال حاضر بیش از هر چیز به تلازم با تجربه و ارتباط مستقیم و تنگاتنگ فرد یادگیرنده با محیط و رویارویی بدون واسطه و در انقیاد در نیامده با واقعیت‌های محیطی برای توسعه ادراکی، تسهیل درونی‌سازی ارزشی و برقراری تعلق و پیوند مکانی و فرامکانی نیاز دارد. برای تحقق این امر می‌توان مجدد خوانندگان را به بازخوانی پیشنهادات پانل دلفی پژوهش ملک‌زاده و همکاران (1398) که در فوق به آن اشاره شد، ارجاء داد.
۲. تأکید بر آموزش غیرمستقیم و لزوم بسترسازی جهت تسهیل تجربه طبیعت به معنای برداشتن بار سنگین آموزش‌های کلاسیک، مستقیم، سیستماتیک و رسمی از دوش متولیان امر نیست. بلکه یادآور این اصل است که آموزش‌های غیررسمی مکمل آموزش‌های رسمی هستند و باید همواره به صورت همزمان مد نظر قرار گیرند.